# Національна молодіжна рада Норвегії
Національна молодіжна рада Норвегії — асоціація в Норвегії, що об'єднує 95 загальнонаціональних дитячих та молодіжних НДО(НУО) (загалом — 450 000 учасників). Організації-учасники є демократичними та добровільними дитячими і молодіжними об'єднаннями, що представляють широкий спектр заходів та цінностей. Національна молодіжна рада Норвегії від імені цих організацій проводить роботу у трьох основних сферах: політичній, освітній та фінансовій.
Лідером є Род Марґреті Хегстад. Генеральний секретар — Андреас Боруд.

## Історія
Національна молодіжна рада Норвегії розпочала свою діяльність у післявоєнні роки водночас з такими державними установами, як Державне бюро молоді та спорту і Національний комітет міжнародної молодіжної роботи.

7 червня 1980 року набула статусу Національної ради норвезьких молодіжних організацій. Протягом 1980-х організація працювала паралельно з Національною радою з питань дітей та молоді, доки друга не припинила свою діяльність в 1987 році.
У 2000-х Національна молодіжна рада перетворилася на агентство, що представляє політичні інтереси організацій-членів та пріоритетного центру з питань дитячої та молодіжної політики.

## Політика
Асоціація надає послуги і розповсюджує експертні знання організацій, які представляє. Одним з її найважливіших завдань є сприяння волонтерській діяльності. Конвенція ООН про права дитини є основою всього, що робить Національна молодіжна рада. Найбільшими цінностями даної асоціації є добровільність і прихильність, демократія і вплив, розмаїття і солідарність. Національна молодіжна рада Норвегії працює над тим, щоб забезпечити молоді з усього світу широкі можливості для участі в політичних процесах ООН. Також співпрацює з Радою Європи, будучи спостерігачем, який вирішує, в якому напрямку повинна йти робота у питаннях молоді. Рада Європи, як правило, найбільше працює над освітою та розумінням прав людини серед юнацтва.

## Лідери
2017 — Род Маргрет Хегстад

2013—2017 — Стівен Селанд

2011—2013 — Gunhild Grande Strong

2007—2011 — Bjarne Dælli

2004—2007 — Кристофер Грьонстад

2002—2004 — Аліс Нарджорд

1999—2002 — Ларс Біргер Сальвесен

1997—1999 — Андерс Ламарк Тисс

1995—1997 — Ведіс Вік

1993—1995 — К'єрсті Клевен

1991—1993 — Маргрете Санде

1989—1991 — Гольфрид Фулгес

1987—1989 — Tor Arne Gangsø

1984—1986 — Frode Forfang

1983—1984 — Арне Дейл

1982—1983 — Ельзбет Тронстад

1980—1982 — Кейел Петерсен

## Міжнародні молодіжні делегати
Щороку рада висуває представників молоді на делегування на міжнародні форуми. Найвідоміші делегації — спостерігачі Генеральної Асамблеї ООН. Схема підтримується Міністерством закордонних справ. Як правило, це повинні бути дівчина і юнак, молодше 26 років, що представляють одну політичну і одну неполітичну організації. Ця схема діє з 1971 року. Арне Трелотт була однією з перших делегатів. Інші відомі молодіжні делегати: Пер Крістіан Фосс (1973), Йенс Столтенберг (1984) та Крістін Халворсен (1985).